# (2194) Arpola
(2194) Arpola est un astéroïde de la ceinture principale.

## Description
(2194) Arpola est un astéroïde de la ceinture principale. Il fut découvert le 3 avril 1940 à Turku par Yrjö Väisälä. Il présente une orbite caractérisée par un demi-grand axe de 2,33 UA, une excentricité de 0,04 et une inclinaison de 8,5° par rapport à l'écliptique.

## Compléments